# آقابیگلو
آقابیگلو یک روستا در ایران است که در دهستان ارشق مرکزی واقع شده‌است. آقابیگلو ۶۶ نفر جمعیت دارد.